# 原告
原告（げんこく）は、訴訟法（特に民事訴訟法）上の用語、概念であり、大まかに言えば、訴えを提起した当事者を指す。被告に対立する概念である。
給付訴訟では、原告は、ある権利（訴訟物）を有していると主張する者であり、被告はその債務者とされる者である。逆に、債務不存在確認訴訟では、被告が原告に対してある権利を主張する者であり、原告がそれを争う側である。
反訴が提起された場合、初めに起こされた訴訟の原告を「本訴原告」または単に「原告」と呼び、反訴を提起した者を「反訴原告」と呼ぶ。反訴は本訴被告が提起することから、1対1の通常の訴訟では、本訴被告＝反訴原告、および本訴原告＝反訴被告の関係が成り立つ。
非訟事件や調停事件においては、申立てを起こした側の当事者を「申立人」と呼ぶ。民事執行手続、督促手続や保全手続においては、申立てを起こした側の当事者を「債権者」と呼ぶ。
主な訴訟上の権利については当事者の項目を参照。